# 台北医学大学附属病院
台北医学大学附属病院（たいほくいがくだいがくふぞくびょういん）は、台湾台北市信義区にある病院。台北医学大学附属の大学病院である。

## 歴史
- 1976年：台北医学院附属病院が設立。
- 2000年：台北医学大学附属病院と改称。

## アクセス
- 台北市バス「台北醫學大學站」「台北醫學大學站附設醫院站」。
- 台北捷運市政府駅2番出口、10分ごとに臨時バスあり。

## 周辺
- 台北医学大学キャンパスに隣接。